# Sisyrinchium hasslerianum
Sisyrinchium hasslerianum là một loài thực vật có hoa trong họ Diên vĩ. Loài này được Baker mô tả khoa học đầu tiên năm 1903.